# Kasia Kowalska
Katarzyna "Kasia" Kowalska (Sulejówek, 13 juni 1973) is een Pools zangeres.

## Biografie
Ze behoort tot de top van de meest uitgezonden Poolse rockartiesten. Kasia Kowalska is een van de bekendste Poolse vocalisten. De geschatte verkoop van al haar albums is meer dan een miljoen exemplaren, wat haar onder de Poolse artiesten plaatst met het grootste aantal muziekuitgevers dat in Polen wordt verkocht.
Haar muzikale ervaring begon in de jaren tachtig toen ze als vrouwelijke vocaliste zong voor tal van Poolse bands, waaronder Human, Fatum en Talking Pictures. Ze begon haar muzikale carrière met de release van haar debuutalbum, getiteld "Gemini", in 1994. De LP is Triple Platinum geworden (ongeveer een half miljoen verkochte exemplaren). Het album zou haar complexe persoonlijkheid vertegenwoordigen met de naam na haar sterrenbeeld. Het is een van de meest opvallende albums van Poolse rock. In hetzelfde jaar trad ze op als voorprogramma voor Bob Dylan tijdens zijn twee concerten in Polen.
Een jaar later ging Kasia op een tour genaamd "Koncert Inaczej", die bestond uit live-uitvoeringen van nummers van het album "Gemini" in enigszins verschillende versies en jazzrecitals waarin ze haar favoriete jazzstandards van Billy Joel, Barbara Streisand etc. uitvoerde. De concerten werden opgenomen en gerealiseerd op een album met dezelfde titel als de tournee - "Koncert Inaczej" (wat een concert anders betekent). In hetzelfde jaar nam ze deel aan het Sopot Festival, waar ze de Grand Prix won. Een van de juryleden was Malcolm McLaren.
In 1996 vertegenwoordigde ze Polen op het Eurovisie Songfestival met een nummer genaamd Chcę znać swój grzech ... en eindigde als 15e van de 23 en ontving 31 punten (waaronder 7 uit drie landen (Turkije, Griekenland en Bosnië en Herzegovina, maar heel weinig) daarna speelde ze in een film met de naam Nocne Graffiti en nam ze een nummer op voor de soundtrack van de film. Ze nam ook een nummer op naar de soundtrack van een Disney-film, The Hunchback Of Notre Dame - the prayer of Esmeralda.
Kort daarna begon ze aan enkele nummers te werken voor een derde album (tweede studioalbum). Met de vele veranderingen in haar leven verscheen er een vleugje optimisme in het nieuwe materiaal. Het eerste nummer dat "Czekajac na ..." promootte (Wachtend op ...) heette "Cos optymistycznego" (iets optimistisch) en het toonde een kant van Kasia waarvan niemand ooit wist dat het bestond. Het nummer was erg aan de kant van de pop-funk, hoewel het album zelf een combinatie was van rock, funk en jazz en een touh van pop slechts in een paar nummers. Deze nieuwe stijl en een bijbehorende afbeelding maakten van Kasia de meest populaire vrouwelijke Poolse zangeres in dat jaar. De grote tour voor "Czekajac na ..." verzamelde fans uit het hele land. Het was zo groot, dat sommige mensen het vergeleken met de Beatles-concerten, omdat fans vaak flauw vielen van exit. Aan het einde van de tour kondigde Kasia aan dat ze zwanger was (de vader is een componist van veel nummers op "Czekajac na .." en een bekende muzikant - Kostek Yoriadis).
In 1997 heeft de première de film "Nocne graffiti" (Night graffiti). Kasia speelde een 18-jarige drugsverslaafde.
Op 2 mei 1997 beviel ze van haar dochter Aleksandra Julia Kowalska.
De zomer van 1998 was een tijd voor Kasia's grote comeback. Ze was klaar om weer op het podium te komen met het nieuwe materiaal. Het album "Pelna obaw" (vol twijfel) was een grote verrassing voor de toegewijde fans van Kasia. Eindelijk na wat experimenteren met funk en jazz, kwam ze terug naar haar rockwortels. Het album is eigenlijk de moeilijkste kern in de discografie van Kasia. De teksten zijn zoals gewoonlijk, echt persoonlijk. Ze thema's: geweld in de wereld en woede naar de mens. Kasia zei vaak dat "Jagged little pill" van Alanis Morissette haar echt inspireerde om een album met feministische opvattingen op te nemen. Kasia heeft dit album ook zelf geproduceerd. [2]
Het volgende anderhalf jaar werd besteed aan touren en het bedenken van materiaal voor een nieuw album. In 2000 kwam het album "5" uit. Opnieuw toonde Kasia een nieuwe kant van haar. Dit was een van de belangrijkste albums die dat jaar in Polen werden gerealiseerd. En waarschijnlijk het meest doorbraakmateriaal. Op "5" is het geluid nog steeds gebaseerd op rockmuziek, behalve dat het is verrijkt met loops en andere elektronische geluiden. En voor het eerst in haar carrière zingt Kasia simpelweg zonder al het mogelijke te doen om al haar vocale vaardigheden in één nummer te laten zien. [3]
In 2001 won ze de MTV Europe Music Award voor "Beste Poolse Artiest" en werd ze uitgenodigd om te zingen op een Tribute-album voor een rasechte autocoureur - Ayrton Senna die tragisch stierf in 1994. Ze schreef het nummer "Bezpowrotnie".
Kasia bracht de zomer door met het opnemen van een nieuw album dat in november 2002 uitkwam. De titel - "Antidotum" (Antidote). Deze keer werkte Kasia eraan met een aantal van haar goede vrienden, gerespecteerde muzikanten zoals Michal Grymuza, die ook de producer van het album was en onder andere Wojtek Pilichowski. Het album was een bonte rockstijl met hier en daar een vleugje elektronische muziek . Het was dynamischer dan het vorige album. Het jaar 2004 markeert 10 jaar op het podium voor Kasia Kowalska. In plaats van een "best of" -pakket uit te brengen, nam ze een geheel nieuw album op met de naam "Samotna w wielkim miescie" (Lonely in a big city). [5]
Op 23 juni 2008 beviel ze van haar tweede kind, zoon Ignacy Ułanowski.
In november 2008 bracht ze het album Antepenultimate uit, gepromoot door de single A Ty Czego Chcesz (And What Do You Want).
Op 7 november 2010 speelde ze samen met een begeleidende band een concert in de studio van Agnieszka Osiecka, waarin ze haar eigen interpretaties presenteerde van werken van Grzegorz Ciechowski, leider van de Republika-band, evenals de producer van haar debuutalbum en haar muzikale mentor. Opnames die tijdens het concert werden opgenomen, werden uitgebracht op het album Ciechowski. Mijn bloed.
Op 12 juni 2010 onthulde ze de ster in de Avenue of Stars op het Polish Song Festival in Opole.
Op het 20e Woodstock-festival in 2014 vierde Kasia Kowalska de 20e verjaardag van haar debuutalbum. Tijdens een nachtconcert in de Academie voor Schone Kunsten (vóór de officiële start van het festival) presenteerden zij en de gasten de mooiste liedjes van de eerste twee albums (voornamelijk van het album "Gemini") en covers van artiesten die haar inspireerden door de jaren heen. Het was het eerste "eigen" concert van Kasia Kowalska op het Woodstock Festival. Eerder zong Kasia op het woodstock-podium als gast: in 2009 (in een speciaal project Woodstock '69), als gast van Juliette Lewis tijdens haar concert, en een jaar later nam ze deel aan het project "Przystanek Republika". [6 ] Op 27 juli 2015 bracht Kasia het album "Przystanek Woodstock 2014" (CD / DVD) uit, dat een opname is van een concert uit 2014.
Op 16 augustus 2018 trad ze op als onderdeel van het Top of the Top Sopot Festival, met een korte recital ter gelegenheid van het 25-jarig jubileum van haar artistieke werk. Tijdens het concert ontving ze de "Top of the Top" -prijs voor levenslange prestaties.
Haar fans hadden 10 jaar gewacht op haar laatste album "Aya". Het bevat een nummer "Somewhere Inside" geschreven door de Canadese zangeres Alannah Myles, bekend van haar hit "Black Velvet".
Op 25 oktober 2019 bracht Kasia het album "MTV Unplugged" uit, dat een record is van een legendarisch serieconcert dat plaatsvond op 8 mei 2019 in het Shakespeare Theater in Gdańsk.